# VII legislatura della Repubblica Italiana
La VII Legislatura della Repubblica Italiana è stata in carica dal 5 luglio 1976 al 19 giugno 1979.

## Cronologia
Si inaugura la stagione del compromesso storico tra DC e PCI con il governo di solidarietà nazionale.
Vennero approvate la legge n. 194/1978 sull'interruzione volontaria di gravidanza, la legge n. 180/1978 sugli ospedali psichiatrici e la legge n. 833/1978 sul servizio sanitario nazionale.

## Governi
- Governo Andreotti III
  - Dal 29 luglio 1976 all'11 marzo 1978
  - Presidente del Consiglio dei ministri: Giulio Andreotti (DC)
  - Composizione del governo: DC

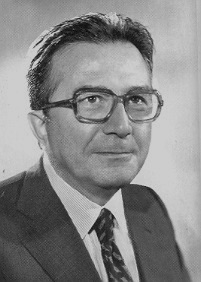
Giulio Andreotti, Presidente del Consiglio per l'intera legislatura.

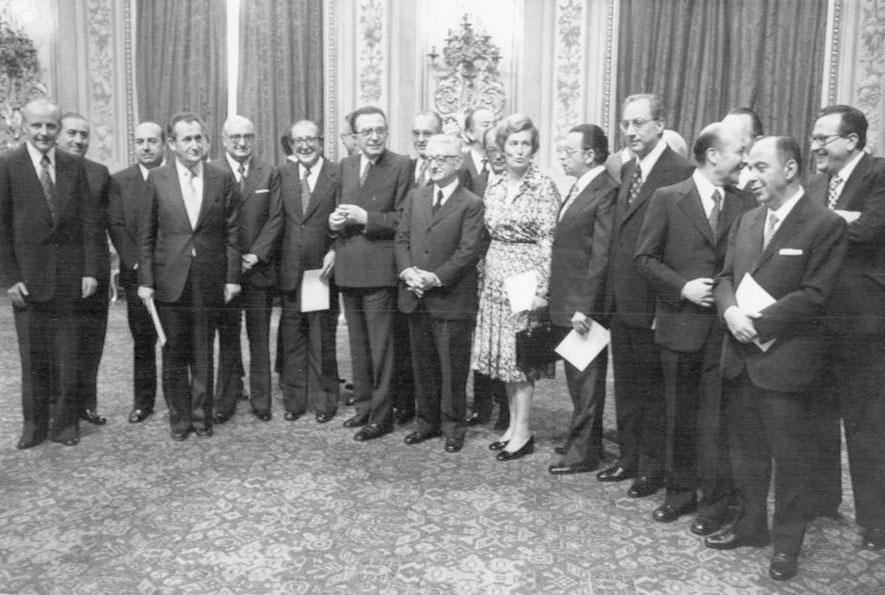
Giuramento del Governo Andreotti III, 29 luglio 1976

- Governo Andreotti IV
  - Dall'11 marzo 1978 al 20 marzo 1979
  - Presidente del Consiglio dei ministri: Giulio Andreotti (DC)
  - Composizione del governo: DC (appoggio esterno del PCI)
- Governo Andreotti V
  - Dal 20 marzo 1979 al 4 agosto 1979
  - Presidente del Consiglio dei ministri: Giulio Andreotti (DC)
  - Composizione del governo: DC, PRI, PSDI

## Camera dei deputati

### Ufficio di presidenza

#### Presidente
Pietro Ingrao (PCI) - L'elezione è avvenuta il 5 luglio 1976.

#### Vice presidenti
- Luigi Mariotti (PSI)
- Oscar Luigi Scalfaro (DC)
- Pietro Bucalossi (PRI)
- Virginio Rognoni (DC) [fino al 13/06/1978]
- Maria Eletta Martini (DC) [dal 21/06/1978]

#### Questori
- Carlo Molè (DC)
- Mario Ferri (PSI) [fino all'08/05/1978]
- Aldo Venturini (PSI) [dal 14/06/1978]
- Aldo D'Alessio (PCI)

#### Segretari
- Carmen Casapieri (PCI)
- Franco Coccia (PCI)
- Maria Magnani Noya (PSI)
- Alessandro Reggiani (PSDI)
- Danilo Morini (DC)
- Carlo Stella (DC)
- Antonio Mazzarino (PLI)
- Angelo Nicosia (MSI-DN)

### Capigruppo parlamentari
| Gruppo parlamentare | Gruppo parlamentare                                                | Presidente | Seggi     |
| ------------------- | ------------------------------------------------------------------ | --- | --------- |
|                     | Democrazia Cristiana                                               | Flaminio Piccoli [fino al 02/10/1978] Giovanni Galloni [dal 02/10/1978]                                                     | 263 / 630 |
|                     | Partito Comunista Italiano                                         | Alessandro Natta | 220 / 630 |
|                     | Partito Socialista Italiano                                        | Bettino Craxi [fino al 16/12/1976] Vincenzo Balzamo [dal 16/12/1976]                                                        | 57 / 630  |
|                     | Movimento Sociale Italiano - Destra Nazionale                      | Ernesto De Marzio [fino al 21/12/1976] Giorgio Almirante [dall'11/01/1977 al 27/01/1977] Alfredo Pazzaglia [dal 27/01/1977] | 17 / 630  |
|                     | Partito Socialista Democratico Italiano                            | Luigi Preti [fino al 25/10/1978] Franco Nicolazzi [dal 25/10/1978 al 20/03/1979] Alessandro Reggiani [dal 29/03/1979]       | 15 / 630  |
|                     | Costituente di Destra - Democrazia Nazionale (CD-DN)               | Raffaele Delfino [fino al 02/08/1978] Pietro Sponziello [dal 02/08/1978]                                                    | 15 / 630  |
|                     | Repubblicano                                                       | Oddo Biasini | 14 / 630  |
|                     | Partito Liberale Italiano                                          | Aldo Bozzi | 5 / 630   |
|                     | Partito Radicale                                                   | Marco Pannella [fino al 21/04/1978] Emma Bonino [dal 21/04/1978 al 20/12/1978] Mauro Mellini [dal 19/01/1979]               | 5 / 630   |
|                     | Partito di Unità Proletaria per il Comunismo-Democrazia Proletaria | Luciana Castellina | 5 / 630   |
|                     | Misto                                                              | Luigi Anderlini | 10 / 629  |

### Commissioni parlamentari
| #    | Commissione | Presidente                                             | Presidente                                     |
| ---- | --- | ------------------------------------------------------ | ---------------------------------------------- |
| I    | Affari costituzionali, organizzazione dello stato, regioni, disciplina generale del rapporto di pubblico impiego |                                                        | Nilde Iotti (PCI)                              |
| II   | Affari della Presidenza del Consiglio, affari interni e di culto, enti pubblici                                  |                                                        | Oscar Mammì (PRI)                              |
| III  | Affari esteri, emigrazione                                                                                       |                                                        | Carlo Russo (DC)                               |
| IV   | Giustizia |                                                        | Riccardo Misasi (DC)                           |
| V    | Bilancio e programmazione - partecipazioni statali                                                               |                                                        | Giuseppe La Loggia (DC)                        |
| VI   | Finanze e Tesoro                                                                                                 |                                                        | Giuseppe D'Alema (PCI)                         |
| VII  | Difesa |                                                        | Falco Accame (PSI) [fino al 26/07/1978]        |
| VII  | Difesa | Paolo Battino Vittorelli (PSI) [dal 27/07/1978]        |                                                |
| VIII | Istruzione e belle arti                                                                                          |                                                        | Pier Luigi Romita (PSDI) [fino al 05/10/1976]  |
| VIII | Istruzione e belle arti                                                                                          | Michele Di Giesi (PSDI) [dal 14/10/1976 al 24/10/1978] |                                                |
| VIII | Istruzione e belle arti                                                                                          | vacante                                                |                                                |
| IX   | Lavori pubblici                                                                                                  |                                                        | Eugenio Peggio (PCI)                           |
| X    | Trasporti e aviazione civile, marina mercantile, poste e telecomunicazioni                                       |                                                        | Lucio Libertini (PCI)                          |
| XI   | Agricoltura e foreste                                                                                            |                                                        | Franco Bortolani (DC)                          |
| XII  | Industria e commercio, artigianato, commercio estero                                                             |                                                        | Loris Fortuna (PSI)                            |
| XIII | Lavoro, assistenza e previdenza sociale, cooperazione                                                            |                                                        | Renato Ballardini (PSI)                        |
| XIV  | Igiene e sanità pubblica                                                                                         |                                                        | Maria Eletta Martini (DC) [fino al 26/07/1978] |
| XIV  | Igiene e sanità pubblica                                                                                         | Giacinto Urso (DC) [dal 27/07/1978]                    |                                                |

### Riepilogo della composizione
| Gruppo parlamentare alla Camera dei deputati | Gruppo parlamentare alla Camera dei deputati                                 | Inizio legislatura | 1976 | 1977 | 1978 | Fine legislatura |
| -------------------------------------------- | ---------------------------------------------------------------------------- | ------------------ | ---- | ---- | ---- | ---------------- |
|                                              | Democrazia Cristiana (DC)                                                    | 262                | 262  | 263  | 263  | 263              |
|                                              | Partito Comunista Italiano (PCI)                                             | 221                | 221  | 220  | 220  | 220              |
|                                              | Partito Socialista Italiano (PSI)                                            | 57                 | 57   | 57   | 57   | 57               |
|                                              | Movimento Sociale Italiano - Destra Nazionale (MSI-DN)                       | 34                 | 17   | 17   | 17   | 17               |
|                                              | Partito Socialista Democratico Italiano (PSDI)                               | 15                 | 15   | 15   | 15   | 15               |
|                                              | Costituente di Destra - Democrazia Nazionale (CD-DN)                         | —                  | 17   | 17   | 17   | 15               |
|                                              | Repubblicano (PRI)                                                           | 14                 | 14   | 14   | 14   | 14               |
|                                              | Partito Liberale Italiano (PLI)                                              | 5                  | 5    | 5    | 5    | 5                |
|                                              | Partito Radicale (PR)                                                        | 4                  | 4    | 4    | 4    | 5                |
|                                              | Partito di Unità Proletaria per il Comunismo-Democrazia Proletaria (PdUP-DP) | 6                  | 6    | 6    | 6    | 5                |
|                                              | Gruppo misto                                                                 | 11                 | 12   | 12   | 12   | 14               |
| Totale                                       | Totale                                                                       | 629                | 630  | 630  | 630  | 630              |

#### Modifiche nella composizione dei gruppi parlamentari
1. ↑  Un deputato del gruppo PCI decede durante il 1976: Calogero Volpe il 3 agosto, il giorno successivo è sostituito da Benedetto Del Castillo.
2. ↑  Un deputato subentrante aderisce al gruppo DC durante il 1977: Alberto Spigaroli il 17 febbraio, in sostituzione di Gaetano Angius del gruppo PCI.

Un deputato del gruppo DC cessa dal mandato parlamentare durante il 1977: Lorenzo Natali l'11 gennaio, il giorno successivo è sostituito da Natalino Di Giannantonio.

Un deputato del gruppo DC decede durante il 1977: Giorgio La Pira il 5 novembre, il 9 novembre è sostituito da Bruno Stegagnini.
3. ↑  Un deputato del gruppo DC cessa dal mandato parlamentare durante il 1978: Martino Bardotti il 18 luglio, il 20 luglio è sostituito da Giovannino Fiori.

Un deputato del gruppo DC decede durante il 1978: Aldo Moro il 9 maggio, il 17 maggio è sostituito da Donato De Leonardis.
4. ↑  Un deputato subentrante aderisce al gruppo PCI durante il 1976: Edmondo Raffaelli il 9 luglio, in sostituzione di Maddalena Perquis Moretti.

Un deputato abbandona il gruppo PCI durante il 1976. Aderisce al gruppo Misto: Ruggero Millet il 9 agosto.
5. ↑  Due deputati del gruppo PCI cessano dal mandato parlamentare durante il 1977: Alberto Malagugini il 27 gennaio, il 3 febbraio è sostituito da Marco Bertoli; Gaetano Angius il 17 febbraio, lo stesso giorno è sostituito da Alberto Spigaroli che aderisce al gruppo DC.
6. ↑  Un deputato subentrante aderisce al gruppo PCI durante il 1979: Alfredo Erpete il 17 gennaio, in sostituzione di Gennaro Guadagno del gruppo Misto.

Un deputato abbandona il gruppo PCI durante il 1979. Aderisce al gruppo PR: Alessandro Tessari l'8 maggio.
7. ↑  Un deputato del gruppo PSI cessa dal mandato parlamentare durante il 1977: Antonio Giolitti l'11 gennaio, il giorno successivo è sostituito da Manlio Vineis.
8. ↑  Un deputato del gruppo PSI cessa dal mandato parlamentare durante il 1978: Sandro Pertini il 7 luglio, il 20 luglio è sostituito da Antonio Enrico Canepa.

Due deputati del gruppo PSI decedono durante il 1978: Mario Ferri l'8 maggio, il 17 maggio è sostituito da Mauro Seppia; Vito Vittorio Lenoci il 19 giugno, il 21 giugno è sostituito da Angelo Ciavarella.
9. ↑  Diciassette deputati abbandonano il gruppo MSI-DN durante il 1976. Aderiscono al gruppo CD-DN: Giovanni Andrea Borromeo d'Adda, Giuseppe Calabrò, Adriano Cerquetti, Pietro Cerullo, Saverio D'Aquino, Ernesto De Marzio, Raffaele Delfino, Ferdinando Di Nardo, Andrea Galasso, Achille Lauro, Clemente Manco, Stefano Menicacci, Angelo Nicosia, Adriana Palomby, Giovanni Roberti e Pietro Sponziello il 21 dicembre, Alfredo Covelli il 27 dicembre.

Un deputato del gruppo MSI-DN decede durante il 1976: Tullio Abelli il 10 dicembre, il 14 dicembre è sostituito da Andrea Galasso.
10. ↑  Un deputato del gruppo PSDI cessa dal mandato parlamentare durante il 1979: Mario Tanassi il 13 marzo, il giorno successivo è sostituito da Bruno Sargentini.
11. ↑  Diciassette deputati aderiscono al gruppo CD-DN durante il 1976. Abbandonando il gruppo MSI-DN: Giovanni Andrea Borromeo d'Adda, Giuseppe Calabrò, Adriano Cerquetti, Pietro Cerullo, Saverio D'Aquino, Ernesto De Marzio, Raffaele Delfino, Ferdinando Di Nardo, Andrea Galasso, Achille Lauro, Clemente Manco, Stefano Menicacci, Angelo Nicosia, Adriana Palomby, Giovanni Roberti e Pietro Sponziello il 21 dicembre, Alfredo Covelli il 27 dicembre.
12. ↑  Un deputato del gruppo CD-DN decede durante il 1978: Giovanni Andrea Borromeo d'Adda il 17 aprile, il 26 aprile è sostituito da Casimiro Bonfiglio.
13. ↑  Due deputati abbandonano il gruppo CD-DN durante il 1979. Aderiscono al gruppo Misto: Raffaele Delfino e Andrea Galasso l'8 maggio.
14. ↑  Un deputato del gruppo PRI decede durante il 1979: Ugo La Malfa il 26 marzo, il 28 marzo è sostituito da Emanuele Terrana.
15. ↑  Due deputate del gruppo PR cessano dal mandato parlamentare durante il 1978: Adele Faccio il 13 dicembre, il 15 dicembre è sostituita da Maria Luisa Galli; Emma Bonino il 20 dicembre, il giorno successivo è sostituita da Francesco Antonio De Cataldo.
16. ↑  Un deputato aderisce al gruppo PR durante il 1979. Abbandonando il gruppo PCI: Alessandro Tessari l'8 maggio.

Un deputato del gruppo PR cessa dal mandato parlamentare durante il 1979: Marco Pannella il 17 gennaio, il 23 gennaio è sostituito da Maria Adelaide Aglietta che a sua volta cessa dal mandato il 31 gennaio, il 6 febbraio è sostituita da Angelo Pezzana che a sua volta cessa dal mandato il 14 febbraio, il 21 febbraio è sostituito da Roberto Cicciomessere.
17. ↑  Il deputato del gruppo DP Vittorio Foa, eletto nelle circoscrizioni di Torino e di Napoli, si dimette dal mandato parlamentare il giorno stesso dell'insediamento del nuovo Parlamento; contestualmente risultano eletti i deputati subentranti Silverio Corvisieri e Domenico Pinto.
18. ↑  Un deputato abbandona il gruppo PdUP-DP durante il 1979. Aderisce al gruppo Misto: Silverio Corvisieri il 3 gennaio.
19. ↑  Un deputato aderisce al gruppo Misto durante il 1976. Abbandonando il gruppo PCI: Ruggero Millet il 9 agosto.
20. ↑  Tre deputati aderiscono al gruppo Misto durante il 1979. Abbandonano il gruppo CD-DN: Raffaele Delfino e Andrea Galasso l'8 maggio. Abbandonando il gruppo PdUP-DP: Silverio Corvisieri il 15 gennaio.

Un deputato del gruppo Misto decede durante il 1979: Gennaro Guadagno il 1º gennaio, il 17 gennaio è sostituito da Alfredo Erpete che aderisce al gruppo PCI.

#### Modifiche nella nomenclatura dei gruppi parlamentari
1. ↑  Il gruppo Costituente di Destra - Democrazia Nazionale (CD-DN) si forma il 21 dicembre 1976 con sedici deputati aderenti provenienti dal gruppo MSI-DN.
2. ↑  Il gruppo Democrazia Proletaria (DP) cambia nome in Partito di Unità Proletaria per il Comunismo-Democrazia Proletaria (PdUP-DP) il 6 febbraio 1978.

## Senato della Repubblica

### Consiglio di presidenza

#### Presidente
Amintore Fanfani (DC) - L'elezione è avvenuta il 5 luglio 1976.

#### Vice presidenti
- Edoardo Catellani (PSI)
- Luigi Carraro (DC)
- Dario Valori (PCI)
- Tullia Romagnoli Carettoni (Sin. Ind.)

#### Questori
- Cristoforo Ricci (DC)
- Luigi Buzio (PSDI)
- Giorgio De Sabbata (PCI)

#### Segretari
- Arturo Pacini (DC)
- Pietro Pala (DC)
- Claudio Venanzetti (PRI)
- Domenico Pittella (PSI)
- Giuseppe Balbo (Misto)
- Simona Mafai De Pasquale (PCI)
- Giuseppe Vignolo (PCI)
- Michele Pazienza (DN-CD)

### Capigruppo parlamentari
| Gruppo parlamentare | Gruppo parlamentare                          | Presidente                                                               | Seggi     |
| ------------------- | -------------------------------------------- | ------------------------------------------------------------------------ | --------- |
|                     | Democratico Cristiano                        | Giuseppe Bartolomei                                                      | 136 / 322 |
|                     | Comunista                                    | Edoardo Perna                                                            | 100 / 322 |
|                     | Partito Socialista Italiano                  | Alberto Cipellini                                                        | 30 / 322  |
|                     | Sinistra indipendente                        | Ferruccio Parri [fino al 09/12/1976] Luigi Anderlini [dal 10/12/1976]    | 16 / 322  |
|                     | Misto                                        | Michele Cifarelli [fino al 31/12/1977] Cesare Merzagora [dal 22/02/1977] | 16 / 322  |
|                     | Democrazia Nazionale - Costituente di Destra | Gastone Nencioni                                                         | 9 / 322   |
|                     | Partito Socialista Democratico Italiano      | Egidio Ariosto [fino al 19/03/1979] Dante Schietroma [dal 20/03/1979]    | 8 / 322   |
|                     | Repubblicano                                 | Giovanni Spadolini [fino al 20/03/1979] Biagio Pinto [dall'11/04/1979]   | 7 / 322   |

#### Gruppi cessati di esistere nel corso della legislatura
| Gruppo parlamentare | Gruppo parlamentare                           | Presidente       | Data di scioglimento |
| ------------------- | --------------------------------------------- | ---------------- | -------------------- |
|                     | Movimento Sociale Italiano - Destra Nazionale | Gastone Nencioni | 31/01/1977           |
|                     | Socialdemocratico - Liberale                  | Egidio Ariosto   | 01/02/1977           |

### Commissioni parlamentari
| #    | Commissione | Presidente                             | Presidente                              |
| ---- | --- | -------------------------------------- | --------------------------------------- |
| I    | Affari costituzionali, affari della Presidenza del Consiglio e dell'Interno, ordinamento generale dello Stato e della Pubblica Amministrazione |                                        | Luigi Gui (DC) [fino al 28/03/1977]     |
| I    | Affari costituzionali, affari della Presidenza del Consiglio e dell'Interno, ordinamento generale dello Stato e della Pubblica Amministrazione | Antonino Murmura (DC) [dal 29/03/1977] |                                         |
| II   | Giustizia |                                        | Agostino Viviani (PSI)                  |
| III  | Affari esteri |                                        | Italo Viglianesi (PSI)                  |
| IV   | Difesa |                                        | Dante Schietroma (PSDI)                 |
| V    | Programmazione economica, bilancio |                                        | Napoleone Colajanni (PCI)               |
| VI   | Finanze e tesoro |                                        | Remo Segnana (DC)                       |
| VII  | Istruzione pubblica e belle arti, ricerca scientifica, spettacolo e sport                                                                      |                                        | Giovanni Spadolini (PRI)                |
| VIII | Lavori pubblici, comunicazioni |                                        | Alfonso Tanga (DC)                      |
| IX   | Agricoltura |                                        | Emanuele Macaluso (PCI)                 |
| X    | Industria, commercio, turismo |                                        | Danilo De' Cocci (DC)                   |
| XI   | Lavoro, previdenza sociale |                                        | Dionigi Coppo (DC) [fino al 23/09/1976] |
| XI   | Lavoro, previdenza sociale | Onorio Cengarle (DC) [dal 30/09/1976]  |                                         |
| XII  | Igiene e sanità |                                        | Adriano Ossicini (Sin. Ind.)            |

### Riepilogo della composizione
| Gruppo parlamentare al Senato della Repubblica | Gruppo parlamentare al Senato della Repubblica         | Inizio legislatura | 1976 | 1977 | 1978 | Fine legislatura |
| ---------------------------------------------- | ------------------------------------------------------ | ------------------ | ---- | ---- | ---- | ---------------- |
|                                                | Democratico Cristiano (DC)                             | 136                | 136  | 136  | 136  | 136              |
|                                                | Comunista (PCI)                                        | 99                 | 99   | 99   | 100  | 100              |
|                                                | Partito Socialista Italiano (PSI)                      | 31                 | 31   | 31   | 31   | 30               |
|                                                | Sinistra indipendente (Sin. Ind.)                      | 18                 | 18   | 18   | 17   | 16               |
|                                                | Democrazia Nazionale - Costituente di Destra (DN-CD)   | —                  | —    | 9    | 9    | 9                |
|                                                | Partito Socialista Democratico Italiano (PSDI)         | —                  | —    | 8    | 8    | 8                |
|                                                | Repubblicano                                           | —                  | —    | 7    | 7    | 7                |
|                                                | Movimento Sociale Italiano - Destra Nazionale (MSI-DN) | 15                 | 15   | —    | —    | —                |
|                                                | Socialdemocratico - Liberale (PSDI - Lib.)             | 10                 | 10   | —    | —    | —                |
|                                                | Gruppo misto                                           | 13                 | 13   | 14   | 14   | 16               |
| Totale                                         | Totale                                                 | 322                | 322  | 322  | 322  | 322              |

#### Modifiche nella composizione dei gruppi parlamentari
1. ↑  Un senatore del gruppo DC decede durante il 1977: Francesco Fabbri il 20 gennaio, il 26 gennaio è sostituito da Arnaldo Colleselli.
2. ↑  Un senatore del gruppo PCI cessa dal mandato parlamentare durante il 1976: Domenico Paciello il 24 novembre, il 2 dicembre è sostituito da Lionello Franco Romania.
3. ↑  Un senatore del gruppo PCI cessa dal mandato parlamentare durante il 1977: Giovanni Ayassot il 6 luglio, il giorno successivo è sostituito da Maria Luisa Tourn.
4. ↑  Un senatore subentrante aderisce al gruppo PCI durante il 1978: Paolo Zanini il 21 dicembre, in sostituzione di Lelio Basso del gruppo Sin. Ind.

Un senatore del gruppo PCI decede durante il 1978: Antonino Piscitello il 20 dicembre, il giorno successivo è sostituito da Salvatore Rindone.
5. ↑  Un senatore abbandona il gruppo PSI durante il 1979. Aderisce al gruppo Misto: Aldo Ajello il 2 maggio.
6. ↑  Un senatore del gruppo Sin. Ind. decede durante il 1978: Lelio Basso  il 16 dicembre, il 21 dicembre è sostituito da Paolo Zanini che aderisce al gruppo PCI.
7. ↑  Una senatrice abbandona il gruppo Sin. Ind. durante il 1979. Aderisce al gruppo Misto: Tullia Romagnoli Carettoni il 24 aprile.
8. ↑  Nove senatori aderiscono al gruppo DN-CD durante il 1977. Abbandonando il gruppo MSI-DN: Giovanni Artieri, Giuseppe Basadonna, Uberto Bonino, Giovanni Gatti, Domenico Manno, Gastone Nencioni, Michele Pazienza, Armando Plebe e Mario Tedeschi il 1º febbraio.
9. ↑  Otto senatori aderiscono al gruppo PSDI durante il 1977. Abbandonando il gruppo PSDI - Lib.: Egidio Ariosto, Luigi Buzio, Sergio Fenoaltea, Antonino Occhipinti, Dino Riva, Giosi Roccamonte, Giuseppe Saragat e Dante Schietroma il 1º febbraio.
10. ↑  Sette senatori aderiscono al gruppo Repubblicano durante il 1977. Abbandonando il gruppo Misto: Michele Cifarelli, Eugenio Montale, Biagio Pinto, Pietro Pitrone, Giovanni Spadolini, Claudio Venanzetti e Bruno Visentini il 1º febbraio.
11. ↑  Un senatore del gruppo Repubblicano decede durante il 1978: Pietro Pitrone il 21 marzo, il 5 aprile è sostituito da Giuseppe Ciresi.
12. ↑  Quindici senatori abbandonano il gruppo MSI-DN durante il 1977. Aderiscono al gruppo DN-CD: Giovanni Artieri, Giuseppe Basadonna, Uberto Bonino, Giovanni Gatti, Domenico Manno, Gastone Nencioni, Michele Pazienza, Armando Plebe e Mario Tedeschi il 31 gennaio. Aderiscono al gruppo Misto: Giuseppe Abbadessa, Araldo di Crollalanza, Ciccio Franco, Antonino La Russa, Biagio Pecorino e Giorgio Pisanò il 31 gennaio.
13. ↑  Dieci senatori abbandonano il gruppo PSDI - Lib. durante il 1977. Aderiscono al gruppo PSDI: Egidio Ariosto, Luigi Buzio, Sergio Fenoaltea, Antonino Occhipinti, Dino Riva, Giosi Roccamonte, Giuseppe Saragat e Dante Schietroma il 31 gennaio. Aderiscono al gruppo Misto: Giuseppe Balbo e Enzo Bettiza il 31 gennaio.
14. ↑  Otto senatori aderiscono al gruppo Misto durante il 1977. Abbandonando il gruppo MSI-DN: Giuseppe Abbadessa, Araldo di Crollalanza, Ciccio Franco, Antonino La Russa, Biagio Pecorino e Giorgio Pisanò il 1º febbraio. Abbandonando il gruppo PSDI - Lib.: Giuseppe Balbo e Enzo Bettiza il 1º febbraio.

Sette senatori abbandonano il gruppo Misto durante il 1977. Aderiscono al gruppo Repubblicano: Michele Cifarelli, Eugenio Montale, Biagio Pinto, Pietro Pitrone, Giovanni Spadolini, Claudio Venanzetti e Bruno Visentini il 31 gennaio.
15. ↑  Un senatore aderisce al gruppo Misto durante il 1978. Poiché ex Presidente della Repubblica: Giovanni Leone il 15 giugno.

Un senatore del gruppo Misto decede durante il 1978: Giovanni Gronchi il 17 ottobre.
16. ↑  Due senatori aderiscono al gruppo Misto durante il 1979. Abbandonando il gruppo Sin. Ind.: Tullia Romagnoli Carettoni il 25 aprile. Abbandonando il gruppo PSI: Aldo Ajello il 3 maggio.

#### Modifiche nella nomenclatura dei gruppi parlamentari
1. ↑  Il gruppo Democrazia Nazionale - Costituente di Destra (DN-CD) si forma il 1º febbraio 1977 con nove senatori aderenti provenienti dal gruppo MSI-DN.
2. ↑  Il gruppo Partito Socialista Democratico Italiano (PSDI) si forma il 1º febbraio 1977 con otto senatori aderenti provenienti dal gruppo PSDI - Lib.
3. ↑  Il gruppo Repubblicano si forma il 1º febbraio 1977 con sette senatori aderenti provenienti dal gruppo Misto.
4. ↑  Il gruppo Movimento Sociale Italiano - Destra Nazionale (MSI-DN) cessa il 31 gennaio 1977.
5. ↑  Il gruppo Socialdemocratico - Liberale (PSDI - Lib.) cessa il 31 gennaio 1977.